# Aéroport de Port-Menier
L'aéroport de Port-Menier (code IATA : YPN • code OACI : CYPN) est un aéroport situé à environ 5 kilomètres à l'est de Port-Menier, sur l'île d'Anticosti, au Québec.

## Situation
| \| 100 km1:14 335 000 \| Victoriaville Gaspé Blanc-Sablon Montréal Mont · Tremblant Gatineau-Ottawa Ivujivik Îles-de-la-Madeleine Waskaganish Val-d'Or Trois-Rivières Sherbrooke Sept-Îles Schefferville Salluit Rouyn · Noranda Rivière-du-Loup Rimouski Radisson · Grande-Rivière Port-Menier Québec Mont-Joli La Tuque La · Tabatière Havre · Saint-Pierre La Romaine Kuujjuarapik Kuujjuaq Kattiniq Chibougamau Charlevoix Bonaventure Baie-Comeau Saguenay-Bagotville |
| 100 km1:14 335 000 |

## Compagnies et destinations
| Compagnies  | Destinations                                        |
| ----------- | --------------------------------------------------- |
| Air Liaison | Havre-Saint-Pierre, Québec (Jean-Lesage), Sept-Îles |

Édité le 18/10/2024

## Source
- (en) Cet article est partiellement ou en totalité issu de l’article de Wikipédia en anglais intitulé « Port-Menier Airport » (voir la liste des auteurs).